# Paulo Calçade
Paulo Ricardo Calçade (São Paulo, 15 de novembro de 1962) é um jornalista esportivo brasileiro.
Comentarista esportivo da ESPN Brasil, Calçade também teve por muitos anos uma coluna no jornal O Estado de S. Paulo, além de ser professor-convidado da disciplina jornalismo esportivo do curso de Esporte da USP.

## Carreira
É formado em jornalismo pela Fundação Cásper Líbero, em 1983, e pós-graduado em futebol pela Escola de Educação Física e Esporte da USP. Além disso, ele fez cursos de arbitragem e de gestão esportiva.
Iniciou sua carreira na década de 1980, como repórter de A Gazeta Esportiva. Trabalhou depois para os jornais Diário Popular, Jornal do Brasil e Folha de S. Paulo.
Em 1994, passou a integrar a equipe da antiga TVA, que deu origem à atual equipe da ESPN Brasil. Nos canais ESPN e ESPN Brasil, comandou por muito tempo o programa Fora de Jogo, atualmente participa dos programas Bate-Bola, Linha de Passe, Bola da Vez, Futebol no Mundo e SportsCenter, além de transmissões de jogos internacionais.
Sua experiência em TV também inclui um período na Rede Record, entre 2002 e 2005.
No rádio, trabalhou para a Rádio Bandeirantes e também na extinta Rádio Estadão ESPN.
Calçade cobriu as Copas do Mundo de 1998, 2006, 2010 e 2014.
Em 2017, Calçade participou de um projeto da ESPN Brasil no qual foi treinador de uma equipe de futebol por uma semana para uma série especial da ESPN Brasil. Na ocasião, o comentarista comandou o Brasilis Futebol Clube, equipe da cidade de Águas de Lindoia (SP), que atualmente está na quarta divisão do futebol paulista. Além de treinar o time por uma semana, o comentarista dirigiu a equipe na estreia no Campeonato Paulista da Quarta Divisão.
Em 2021, o jornalista renovou o contrato com exclusividade às emissoras do Grupo Disney.

### Prêmios
Foi ganhador do Troféu Ford ACEESP, na categoria Comentarista de Televisão, em 2002, 2004 e 2006; na categoria Comentarista de Rádio em 2001; e na categoria Revelação de Rádio em 1999.
| Ano  | Prêmio                                                                     | Categoria                 | Resultado | Ref.   |
| ---- | -------------------------------------------------------------------------- | ------------------------- | --------- | ------ |
| 1999 | Troféu ACEESP (Associação dos Cronistas Esportivos do Estado de São Paulo) | Revelação de Rádio        | Venceu    | [ 10 ] |
| 2001 | Troféu ACEESP (Associação dos Cronistas Esportivos do Estado de São Paulo) | Comentarista de Rádio     | Venceu    | [ 9 ]  |
| 2002 | Troféu ACEESP (Associação dos Cronistas Esportivos do Estado de São Paulo) | Comentarista de Televisão | Venceu    | [ 6 ]  |
| 2004 | Troféu ACEESP (Associação dos Cronistas Esportivos do Estado de São Paulo) | Comentarista de Televisão | Venceu    | [ 7 ]  |
| 2006 | Troféu ACEESP (Associação dos Cronistas Esportivos do Estado de São Paulo) | Comentarista de Televisão | Venceu    | [ 8 ]  |
| 2017 | Troféu ACEESP (Associação dos Cronistas Esportivos do Estado de São Paulo) | Comentarista de Televisão | Indicado  | [ 11 ] |